# 김진숙 (공무원)
김진숙(金珍淑, 1960년 8월 18일 ~ )은 한국도로공사 사장이다. 대한민국의 공무원으로, 제10대 행정중심복합도시건설청장을 역임한 바 있다.

## 학력
- 인하대학교 건축공학과
- 위스콘신 매디슨 대학교 대학원 도시지역계획학 석사

## 경력
- 제23회 기술고시 합격
- 2000 건설교통부 기술안전국 건설관리과 서기관
- 2002 건설교통부 기술안전국 건설안전과 과장
- 2003 건설교통부 감사관실 참여담당관
- 2008.1 건설교통부 건설환경팀 팀장
- 2008.3 국토해양부 기술기준과 과장
- 2009.3 국토해양부 건설수자원정책실 기술기준과장 부이사관
- 2010.9 국토해양부 국토지리정보원 관리과 과장
- 2011.3 국토해양부 기술안전정책관
- 2014년 2월 ~ 2016년 1월: 국토교통부 건축정책관
- 2016년 1월 ~ 2017년 9월: 서울지방국토관리청 청장
- 2017년 9월 ~ 2018년 12월: 행정중심복합도시건설청 차장
- 2018년 12월 ~ 2020년 3월: 제10대 행정중심복합도시건설청 청장
- 2020년 4월 ~ 2022년 9월: 제18대 한국도로공사 사장

| 전임 안시권 | 제9대 행정중심복합도시건설청 차장 2017년 9월 15일 ~ 2018년 12월 13일 | 후임 박무익 |

| 전임 이원재 | 제10대 행정중심복합도시건설청장 2018년 12월 ~ 2020년 3월 22일 | 후임 이문기 |

| 전임 이강래 (직무대행)진규동 | 제18대 한국도로공사 사장 2020년 4월 10일 ~ 2022년 9월 30일 | 후임 (직무대행)김일환 함진규 |